# ゴールデン☆アイドル 本田美奈子
『ゴールデン☆アイドル 本田美奈子』 (ゴールデンアイドル ほんだみなこ) は、本田美奈子のベスト・アルバム。2014年7月30日にUSM JAPANから発売された。

## 解説
ロックバンド "MINAKO WITH WILD CATS" 名義でリリースされた作品を含め、歌手デビュー・シングル「殺意のバカンス」（1985年4月20日）から「7th Bird "愛に恋"」（1989年10月11日）まで、17枚の全シングルA面/B面が収録されている。
1980年代のシングルの発売順に収録。

## 収録曲
※詳細はページで参照。

### Disc.1
1. 殺意のバカンス [4:04]
作詞：売野雅勇 / 作曲：筒美京平 / 編曲：中村哲
2. 恋人失格 [2:57]
作詞：売野雅勇 / 作曲：筒美京平 / 編曲：船山基紀
3. 好きと言いなさい [3:28]
作詞：売野雅勇 / 作曲：筒美京平 / 編曲：船山基紀
4. 暗闇に緋いドレス [2:56]
作詞：売野雅勇 / 作曲：筒美京平 / 編曲：中村哲
5. 青い週末 [4:09]
作詞：売野雅勇 / 作曲：筒美京平 / 編曲：船山基紀
6. モーニング美奈子ール [4:44]
構成・コピー：松本伸次
7. Temptation (誘惑) [3:46]
作詞：松本隆 / 作曲：筒美京平 / 編曲：大谷和夫
8. If... [4:12]
作詞：松本隆 / 作曲：筒美京平 / 編曲：船山基紀
9. 1986年のマリリン [3:59]
作詞：秋元康 / 作曲：筒美京平 / 編曲：新川博
10. マリオネットの憂鬱 [3:17]
作詞：秋元康 / 作曲：筒美京平 / 編曲：新川博
11. Sosotte [3:29]
作詞：秋元康 / 作曲：筒美京平 / 編曲：鷺巣詩郎
12. ハーフムーンはあわてないで [3:56]
作詞：秋元康 / 作曲：筒美京平 / 編曲：大谷和夫
13. HELP [4:05]
作詞：秋元康 / 作曲：筒美京平 / 編曲：大谷和夫
14. TOKYO GIRL [3:34]
作詞：秋元康 / 作曲：筒美京平 / 編曲：鷺巣詩郎
15. the Cross -愛の十字架- [4:59]
作詞・作曲：Gary Moore / 日本語詞：秋元康 / 編曲：Guy Fletcher
16. HEARTBEAT AWAY [5:08]
作詞・作曲：Tom Farmer, David Farmer, Eddy Golga / 編曲：Guy Fletcher
17. Oneway Generation [4:23]
作詞：秋元康 / 作曲：筒美京平 / 編曲：大谷和夫
18. 心のアラーム響かせて [3:46]
作詞：秋元康 / 作曲：筒美京平 / 編曲：大谷和夫

### Disc.2
1. CRAZY NIGHTS [4:06]
作詞・作曲・編曲：ブライアン・メイ / 日本語詞：秋元康
2. GOLDEN DAYS [4:28]
作詞・作曲・編曲[ブライアン・メイ / 日本語詞：秋元康
3. HEART BREAK [3:18]
作詞・作曲：John Wilson、Joe Jackson、Stephen Wilson / 日本語詞：湯川れい子 / 編曲：大村憲司、John Wilson
4. SNEAK AWAY [4:31]
作詞・作曲：John Wilson、Gail Johnson / 編曲：John Wilson
5. 孤独なハリケーン [4:53]
作詞：小林和子 / 作曲：西木栄二 / 編曲：大村憲司
6. 今夜はビートにのれない [3:40]
作詞：小林和子 / 作曲：西木栄二 /編曲：大村憲司
7. 悲しみSWING [3:27]
作詞：小林和子 / 作曲：西木栄二 / 編曲：大村憲司
8. 今夜はビートに乗れない (L.A リミックスバージョン) [3:39]
作詞：小林和子 / 作曲：西木栄二 / 編曲：大村憲司
9. あなたと、熱帯 [5:01]
作詞：松本隆 / 作曲：忌野清志郎 / 編曲：Paradigm Shift
10. We Are Wild Cats [4:05]
作詞：松本隆 / 作曲・編曲：樫原伸彦
11. STAND UP Full Metal Armor [4:48]
作詞：松本隆 / 作曲：Scott Sheets / 編曲：Paradigm Shift
12. JULIA [4:13]
作詞：野田薫 / 作曲：Scott Sheets / 編曲：樫原伸彦
13. 勝手にさせて [4:01]
作詞：Micky / 作曲・編曲：Scott Sheets
14. 愛が聞こえる [3:38]
作詞：本田美奈子 / 作曲・編曲：Scott Sheets
15. 7th Bird "愛に恋" [4:57]
作詞：秋元康 / 作曲：井上大輔 / 編曲：松下誠
16. SLOW WALK [5:24]
作詞：本田美奈子 / 作曲・編曲：樫原伸彦